# 0-3-0

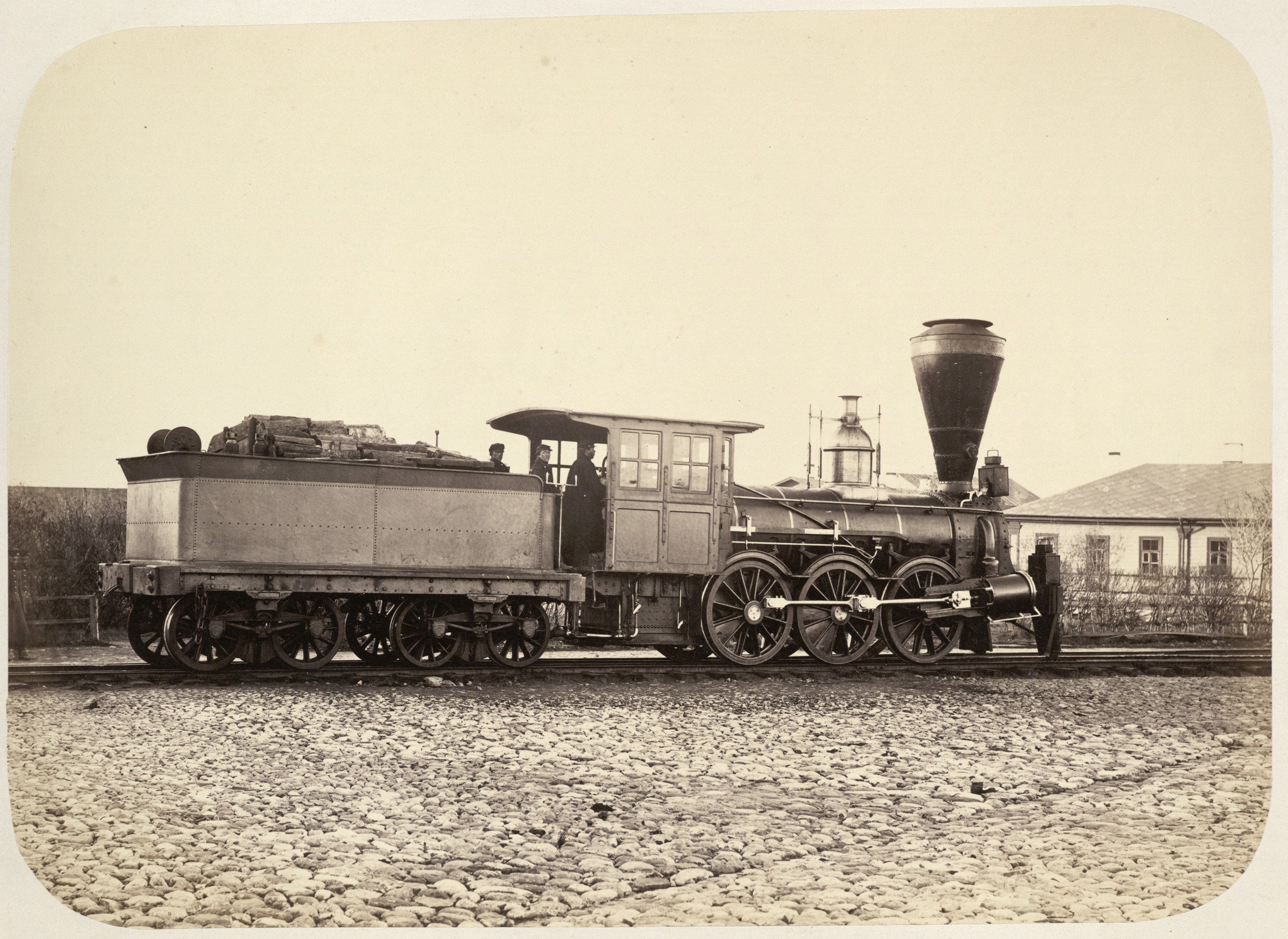
Паровоз типа 0-3-0 серии Г Николаевской железной дороги

Тип 0-3-0 — паровоз с тремя движущими осями в одной жёсткой раме. В России такой тип паровозов впервые появился в марте 1845 года — такой тип имели первые грузовые паровозы, изготовленные на Александровском заводе.
Другие методы записи:
- Американский — 0-6-0
- Французский — 030
- Германский — С

## Примеры паровозов
Ранние русские грузовые паровозы, впоследствии такой тип получил наибольшее распространение среди танк-паровозов.
200 бестопочных паровозов с осевой формулой 0-3-0 вышли из ворот «Dampflokwerk Meiningen» в начале 1980-х гг. и по сию пору используются на подъездных путях германских заводов.

## Фотогалерея

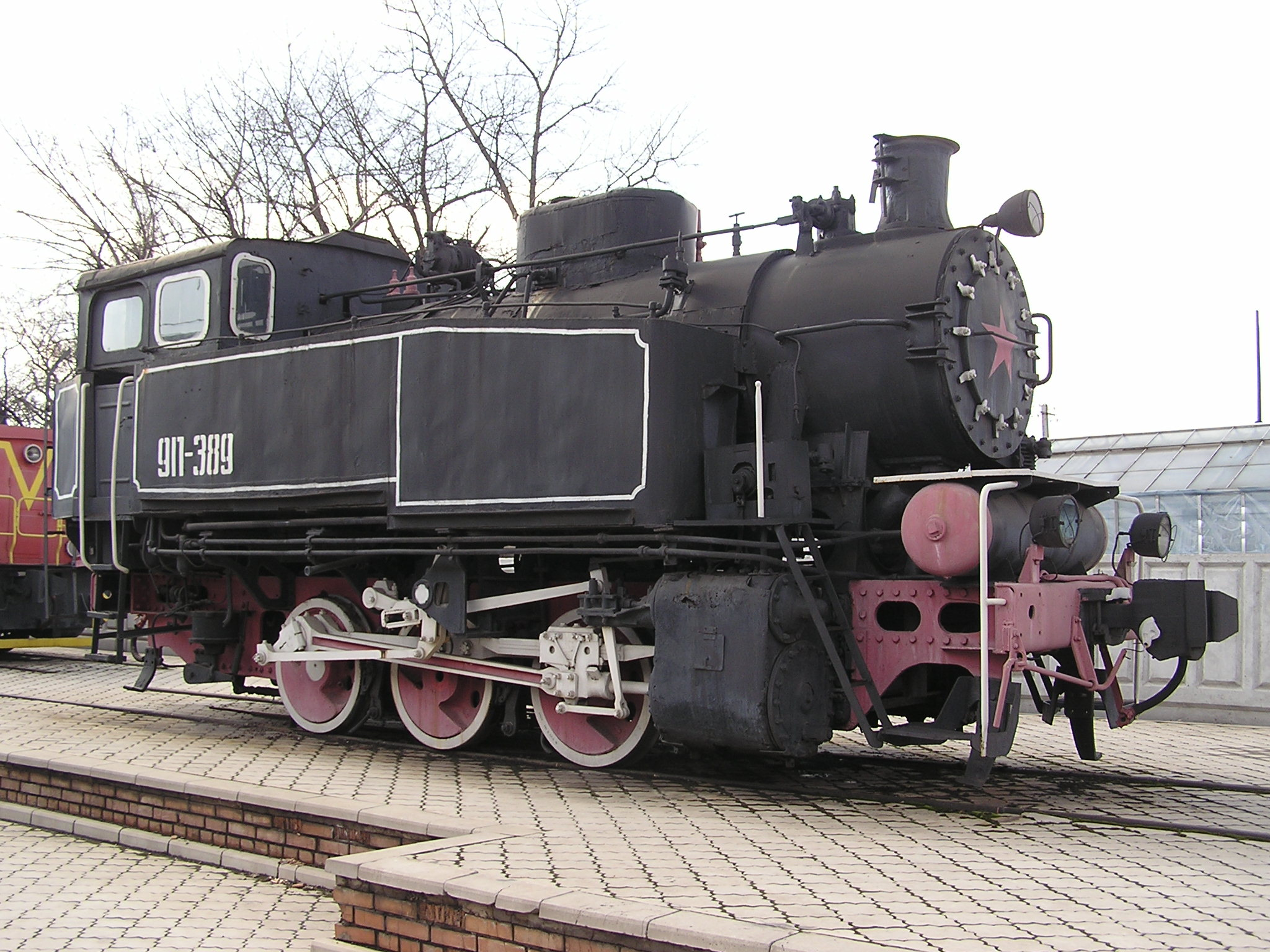
Танк-паровоз серии 9П типа 0-3-0
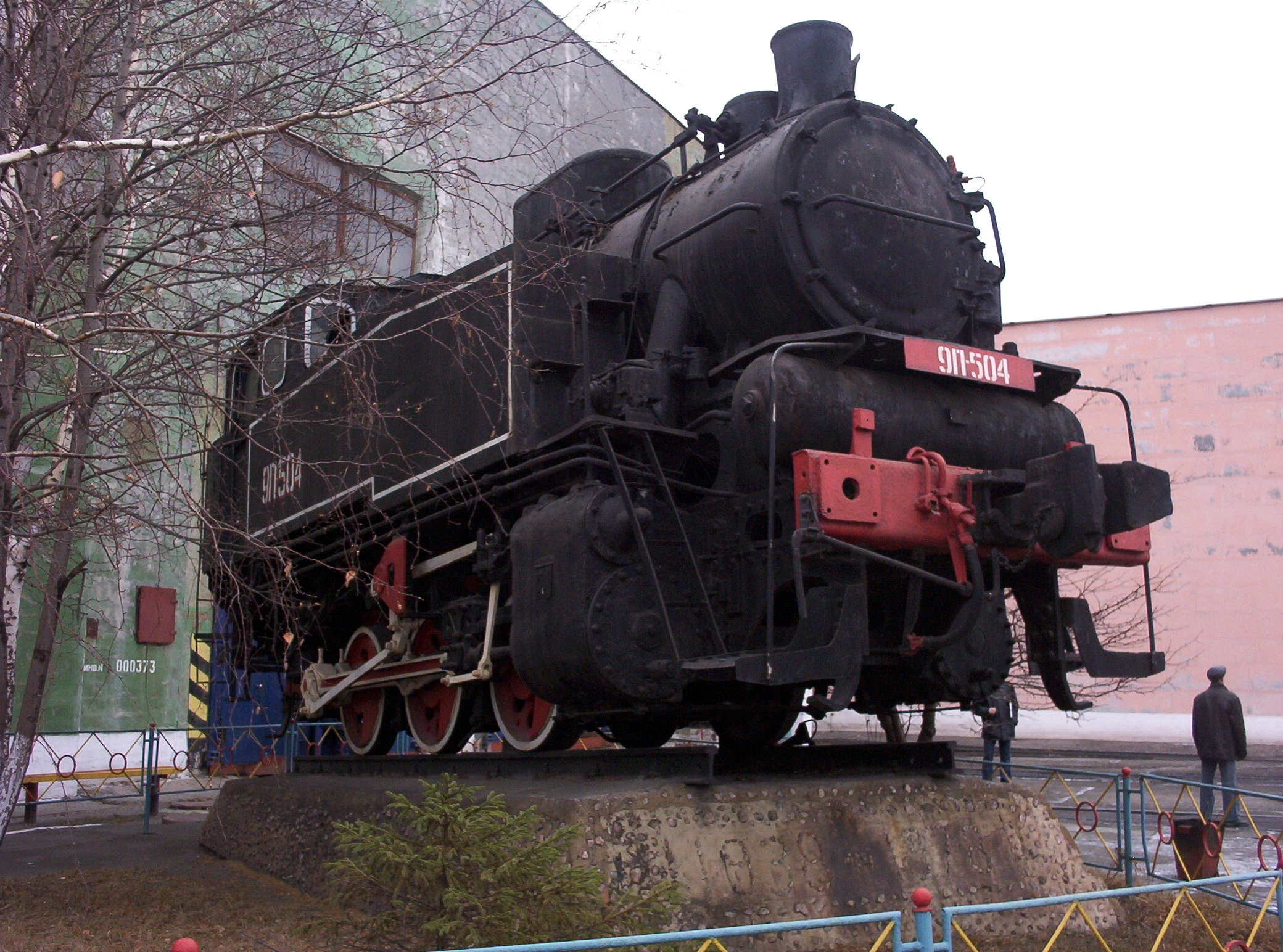
Паровоз-памятник 9П-504 в Нижнем Тагиле (депо ПЖТ НТМК)
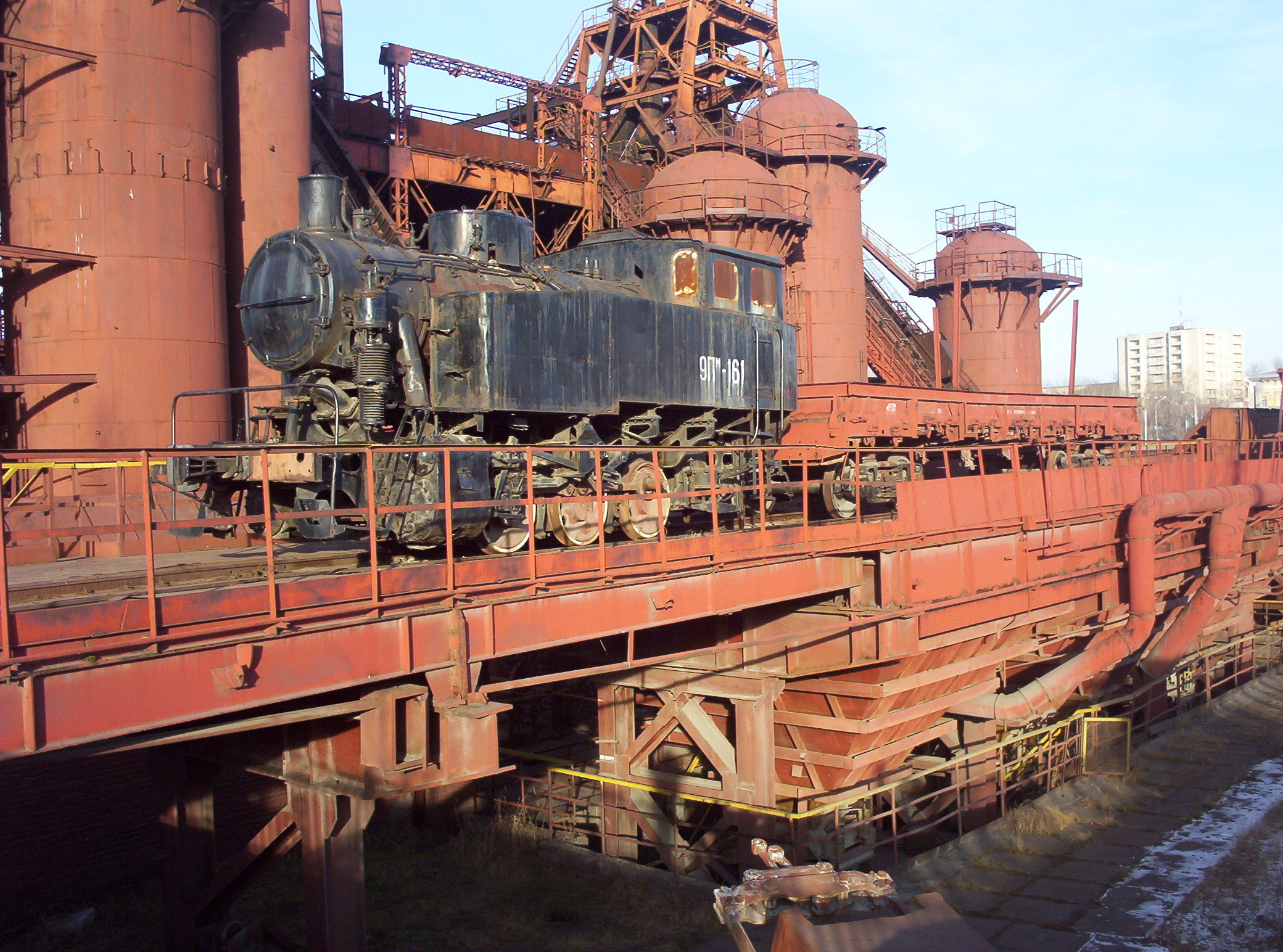
Паровоз-памятник 9Пм-161 в Нижнем Тагиле (завод-музей)